# 纳塔胡
納塔胡，又譯納伊塔胡，是紐西蘭南部地區最主要的毛利人部落（伊维），主要立足於基督城及因弗卡吉爾兩地。目前泛指的部落實際上來自三大個部落，包括纳塔胡部落本身、及原本居住於南島的懷卡托部落（Waikato）及Kāti Mamoe部落。
其部落所分佈的區域為全紐西蘭各部落之首，由北部的凱富拉（Kaikoura）到最南的外島斯圖爾特島，並包括西岸大區一帶。納塔胡部落一共有18個集會所（rūnanga/rūnaka）——即現代的行政地理區域。
在1998年通過的纳塔胡土地權處理法（Ngai Tahu Claims Settlement Act 1998）明確紀錄了紐西蘭政府向毛利原住民致歉並根據懷唐伊條約處理土地權益的問題。其中一項較為人所知的就是在納塔胡部落所分佈的地區中同時以英語及毛利語紀錄土地的名稱，以示尊重。

## 外部連結
- 納塔胡部落介紹 （页面存档备份，存于）
- 管理納塔胡部落資源的公司 （页面存档备份，存于）
- 介紹納塔胡部落的百科全書